# 康憲王
康憲王
- 新樂康憲王朱載璽
- 魯山康憲王朱勤𦓒